# バチェラー・ジャパン
『バチェラー・ジャパン』（The Bachelor Japan）は、Amazonプライム・ビデオにて配信されている日本の恋愛リアリティ番組。
本項では2020年10月9日より配信がスタートしたバチェラーにあたる人物と参加者となる人物の性別が逆転した『バチェロレッテ・ジャパン』（The Bachelorette Japan）についても取り扱う。

## 概要
2002年に全米にて『The Bachelor』の原題で放送が開始された、人気恋愛リアリティ番組の日本版である。放送開始時点でアメリカではすでに20シーズンが制作され、全世界225か国以上でも放送されている。40か国以上で撮影され、30か国以上の国でローカル版が制作されるなど、数あるリアリティ番組の中で最も国際的で実績のある人気シリーズとなっている。
『バチェラー・ジャパン』（The Bachelor Japan）のタイトルで初めて日本ローカル版として製作され、Amazon、ワーナー・ブラザース・インターナショナル・テレビ・プロダクション（WBITVP）、YDクリエイションが共同制作として名を連ねる。
司会進行役は坂東工。シーズン2以降では、タレントの今田耕司、藤森慎吾（オリエンタルラジオ）、指原莉乃が番組ナビゲーターとして参加している。
2017年2月17日よりシーズン1の配信がスタートし、2018年5月25日よりシーズン2、2019年9月13日よりシーズン3、2021年11月25日よりシーズン4、2023年8月3日よりシーズン5の配信が開始された。また、2020年には参加者の性別が逆転した「バチェロレッテ・ジャパン」が放送開始した。2022年夏にシーズン2の配信が決定したことが同年3月に発表された。

## ルール
社会的地位を確立している才色兼備の独身男性又は独身女性（バチェラー又はバチェロレッテ）の元に集まった独身異性たちが、バチェラー又はバチェロレッテの心を勝ち取るためにゴージャスでロマンチックなデートをしながら過酷なバトルを繰り広げていく。
運命の相手となる最後の一人の異性が残るまで、1つのエピソードで用意されたバラの数だけ異性たちが勝ち残っていく。
なお、元となるアメリカ版とは違い、性行為は別居生活によって全く許されず、バチェロレッテ・ジャパンではキスでもルール違反となる。

## 主な内容

### ローズセレモニー
「バチェラー」の中で最も重要なイベント。各エピソードの最後に必ず行われるローズセレモニーでは、一定数のバラが用意されており、バチェラーが残ってほしいと思った女性の名前を一人一人呼び、バラを手渡していく。バラを受け取ることができなかった女性たちは、その場でバチェラーと残ったメンバーに別れを告げ、直ぐに帰宅しなくてはならない。

### サプライズローズ
デートの最中に、バチェラーからもらうことができるサプライズローズ。サプライズローズを受け取った女性は、そのエピソードの終わりに行われるローズセレモニーに、すでにローズを受け取った状態（勝ち抜け）で参加することができる。また、エピソード1のパーティーでは、バチェラーが初対面で最も気に入った女性に渡す1本目の「ファーストインプレッションローズ」を受け取ることができる。

### デート
バチェラーとゴージャスな体験を楽しむことができるデートであり、エピソードごとに何回かのデートが行われる。女性たちの元に、司会MCがやってくるとその日のデート内容が発表される。デートには、1on1のツーショットデート、数名の女性たちが参加できるグループデートが主である。参加者の名前は、通常、デートの直前、サプライズ的に発表される。デートに呼ばれなかった女性たちは、女性たちが共同で過ごす家やホテルで待機しなければならない。

### 2 on 1 デート
デートの中でも最も過酷と言われており、指名された女性2人がデートに参加する。二人の女性とデートを終えたバチェラーは、その場でどちらの女性かを選び、選ばれなかった女性は即帰宅することとなる。

### レッドカーペット
シーズンが開始される最初のエピソードで行われる。参加女性全員が、一人一人リムジンで登場し、バチェラーと初めての対面を果たす。バチェラーにファーストインプレッションを残す重要なチャンスでもある。

### カクテルパーティー
各エピソードの最後に参加女性と、バチェラーが一緒に過ごすパーティー。パーティ中に設けられる2ショットタイムでは、バチェラーと二人きりの時間を過ごすことができる。2ショットタイムは、バチェラーが自ら女性を誘う場合と、女性がバチェラーに声をかける場合の2パターンがあり、バチェラーと女性の駆け引き、女性同士が牽制と邪魔をし合う本番組の見どころの一つ。司会MCがやってきて鐘を鳴らした時点でパーティーは終了。

### 「女性陣暴露大会編」
ファイナルエピソードが配信される前に配信されるスタジオトーク特別番組。バチェラーに別れを告げた女性たちが一堂に再集結し、バチェラーとの恋の駆け引きや、女性同士のバトルなど、裏エピソードを暴露し、番組ナビゲーターとともに振り返る。

### 「その後の二人編」
ファイナルエピソード終了後に配信されるスタジオトーク特別番組。バチェラーに別れを告げた女性たちに加え、ファイナルエピソードで別れを告げることになった女性が登場し、バチェラーとの裏話を暴露する。番組の最後には、カップルとなった二人が登場して、その後の二人の近況を報告する。

## 放送リスト
| #                        | 配信開始日                       | バチェラー/ バチェロレッテ | 参加者               | 司会進行             | 番組ナビゲーター                                 | 話数                                                        |
| バチェラー・ジャパン     | バチェラー・ジャパン             | バチェラー・ジャパン       | バチェラー・ジャパン | バチェラー・ジャパン | バチェラー・ジャパン                             | バチェラー・ジャパン                                        |
| ------------------------ | -------------------------------- | -------------------------- | -------------------- | -------------------- | ------------------------------------------------ | ----------------------------------------------------------- |
| 1                        | 2017年2月17日 - 4月28日（11回）  | 久保裕丈                   | 女性25名             | 坂東工               | 今田耕司、女性芸能人1名                          | 本編：12話、トークセッション：12話、トークセッションSP：2話 |
| 2                        | 2018年5月25日 - 6月29日（6回）   | 小柳津林太郎               | 女性20名             | 坂東工               | 今田耕司、藤森慎吾、指原莉乃                     | 本編：10話、トークスペシャル：2話                           |
| 3                        | 2019年9月13日 - 10月26日（8回）  | 友永真也                   | 女性20名             | 坂東工               | 今田耕司、藤森慎吾、指原莉乃                     | 本編：10話、トークスペシャル：2話                           |
| 4                        | 2021年11月25日 - 12月16日（4回） | 黄皓                       | 女性17名             | 坂東工               | 今田耕司、藤森慎吾、指原莉乃                     | 本編：8話、トークスペシャル：2話                            |
| 5                        | 2023年8月3日 - 8月24日（4回）    | 長谷川惠一 (バチェラー)    | 女性16名             | 坂東工               | 今田耕司、藤森慎吾、指原莉乃、片寄涼太           | 本編：8話、トークスペシャル：2話                            |
| 6                        | 2025年6月5日 - 6月19日（3回）    | 久次米一輝                 | 女性14名             | 坂東工               | 今田耕司、指原莉乃、山添寛                       | 本編：9話、トークスペシャル：未発表                         |
| バチェロレッテ・ジャパン |                                  |                            |                      |                      |                                                  |                                                             |
| 1                        | 2020年10月9日 - 10月30日（4回）  | 福田萌子                   | 男性17名             | 坂東工               | SHELLY、岡村隆史、矢部浩之                       | 本編：8話、トークスペシャル：2話                            |
| 2                        | 2022年7月7日 - 7月28日（4回）    | 尾﨑美紀                   | 男性17名             | 坂東工               | SHELLY、岡村隆史、矢部浩之                       | 本編：8話、トークスペシャル：2話                            |
| 3                        | 2024年6月27日 - 7月11日（3回）   | 武井亜樹                   | 男性15名             | 坂東工               | 今田耕司、吉村崇、高橋メアリージュン、好井まさお | 本編：8話、トークスペシャル：1話                            |

## スタッフ

### シーズン1
- プロデューサー　飯島章夫、仲良平、菊井徳明、鳥澤晋、橋本淳司、篠田学、楠本直樹

### シーズン2
クレジットなし

### シーズン3
- ディレクター　菊井徳明、松本真、才藤仁
- プロデューサー　村本陽介、飯島章夫、鳥澤晋

### バチェロレッテ・ジャパン シーズン1
- ディレクター　松本真、野中和哉
- プロデューサー　村本陽介、飯島章夫、鳥澤晋